# District de Godda
Le district de Godda est un district de l'état du Jharkhand, en Inde,

## Géographie
Au recensement de 2011, sa population compte 1 311 382 habitants.
Son chef-lieu est la ville de Godda. 